# Chlorid francný
Chlorid francný je anorganická sloučenina s chemickým vzorcem FrCl. Chlorid francný je radioaktivní a předpokládá se, že to je bílá pevná látka a je rozpustná ve vodě. Svými vlastnostmi připomíná chlorid cesný.

## Příprava
Chlorid francný vzniká reakcí kyseliny chlorovodíkové s kovovým franciem:
2 Fr + 2 HCl → 2 FrCl + H2
Očekává se také, že bude vznikat prudkou reakcí francia a plynného chloru.